# Moderne Tøjrensning og Farveri
|  | Denne artikel er oprettet af botten Steenthbot ud fra en ekstern database. Den kan derfor have sproglige fejl eller mangler. Denne skabelon kan fjernes efter kontrol af indholdet. |

Moderne Tøjrensning og Farveri er en dansk dokumentarfilm fra 1917.

## Handling
Tøjrenseriet- og farveriet C. Schleisner i København. April 1917.